# Patrulla

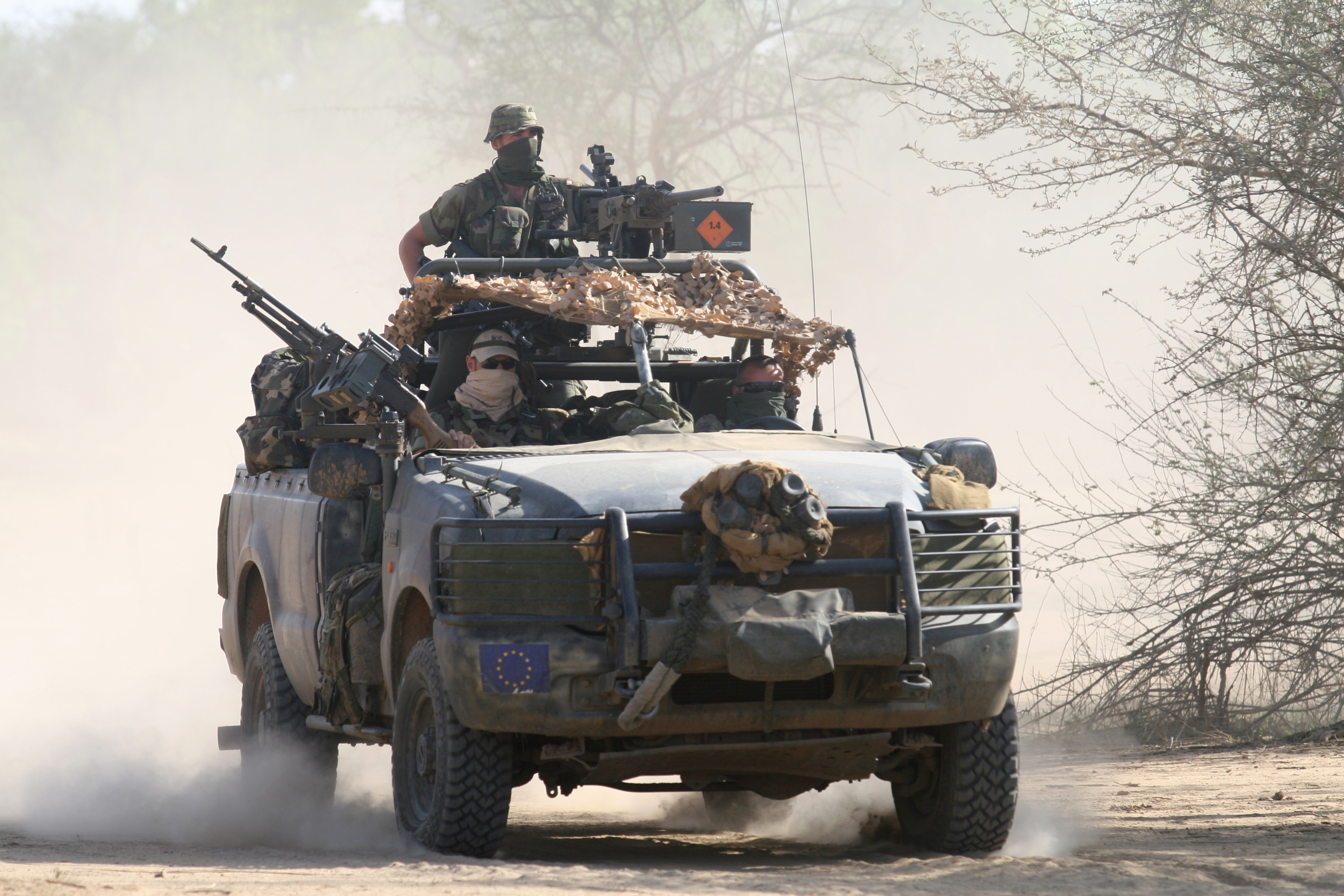
Patrulla del ejército irlandés.

Una patrulla es generalmente una agrupación de soldados, agentes o voluntarios destinada a cumplir una misión de reconocimiento, combate, vigilancia o rescate. El número de los miembros de una patrulla varía dependiendo del tipo de misión.
En la guerra regular, las patrullas sirven especialmente cuando la brigada efectúa un "movimiento hacia el contacto". Dicha patrulla tiene la misión de detectar al enemigo e informar. Uno de los aspectos más importantes en el entrenamiento de patrullas es la "reacción de la patrulla", que capacita a toda la unidad para responder ante el enemigo en caso de encuentro fortuito o emboscada.
La organización de patrullas permite una mejor maniobra en terreno quebrado, con mejores resultados que la organización rígida del pelotón de infantería. Es importante apuntar que si las operaciones serán en patrullas, el entrenamiento se debe impartir de igual forma.

## Tipos de patrulla
- De combate: Operación de asalto o emboscada con un contingente de personal y recursos adecuados, generalmente un pelotón o compañía, enfocada en un objetivo específico, sin intención de mantener la posición tras cumplir la misión.
- De despeje: Patrulla rápida encargada de asegurar que una área recientemente ocupada por el enemigo sea limpiada (despejada). Estas patrullas están comprometidas en la ocupación de un sitio específico, manteniendo su posición durante el tiempo necesario.
- De postura fija: Patrulla estática, probablemente conocida en la terminología militar de EUA y la OTAN como PO/PE (Puesto de Observación / Puesto de Espionaje). Las patrullas de postura fija son usualmente pequeñas unidades, como escuadrones, destinadas a una respuesta temprana sobre cierta zona y protegerla en caso de características geográficas, como en las "zonas muertas", del inglés dead ground.
- De reconocimiento: Patrulla usualmente pequeña cuyas misiones son principalmente la recolección de información. Generalmente hablando, las patrullas de reconocimiento tienden a evitar el contacto aunque no es completamente desconocido para estas "pelear por información".
- De protección: Grupo de patrullas encargado de proteger grandes áreas. Este tipo de patrulla es usado por formaciones blindadas en zonas desérticas, y por tropas terrestres en las urbes.